# Hộp xã hội

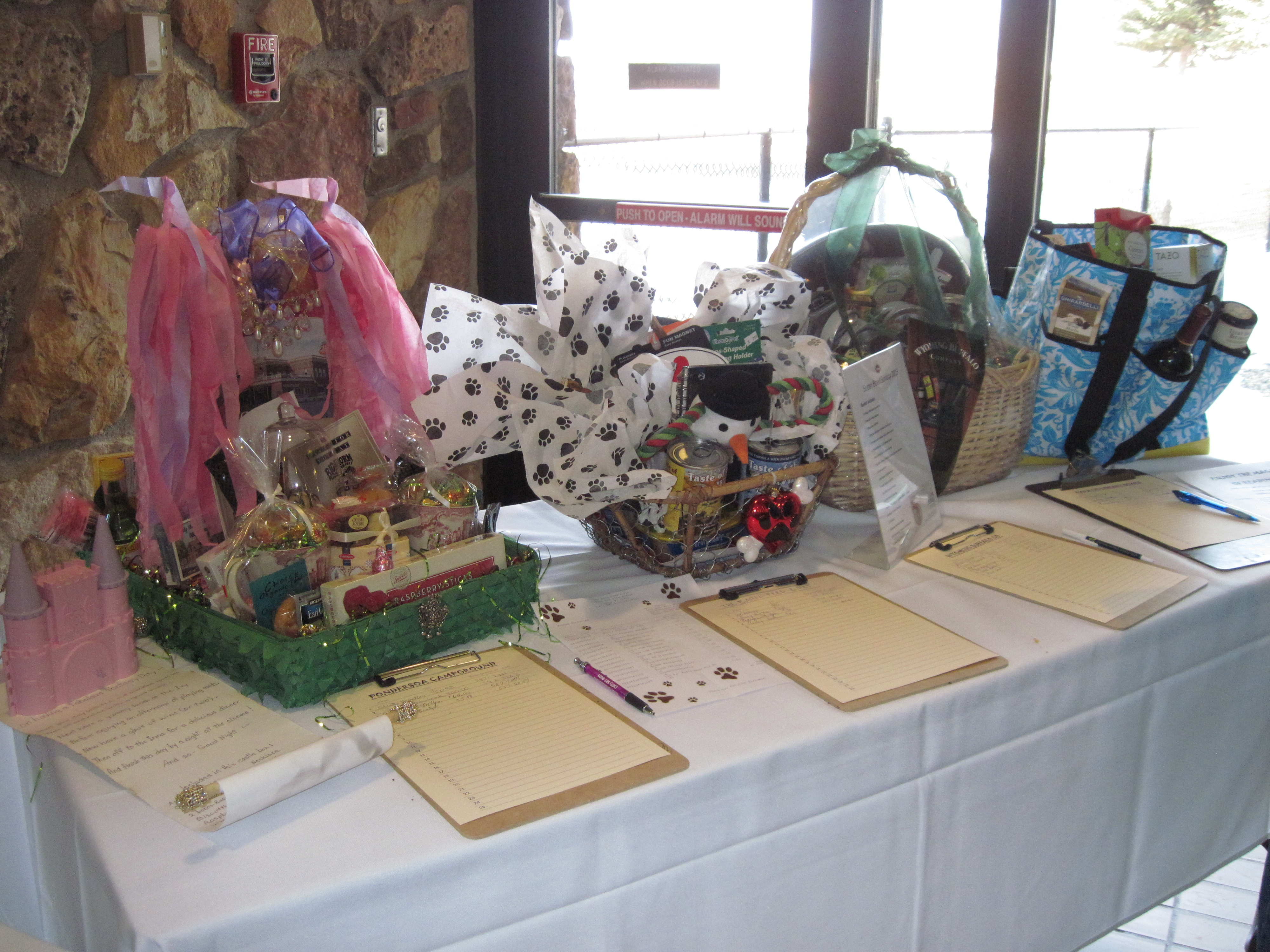
Những chiếc hộp xã hội tại một thư viện công cộng

Hộp xã hội là một thuật ngữ cho một sự kiện xã hội được sử dụng rộng rãi vào đầu những năm 1900 với các định nghĩa khác nhau ở Canada, Vương quốc Anh và Hoa Kỳ.

## Sử dụng ở Mỹ
Ở bang Vermont của Hoa Kỳ, truyền thống là phụ nữ trang trí một hộp các tông và đổ đầy bữa trưa hoặc bữa tối cho hai người. Những người đàn ông đặt giá thầu trên các hộp của phụ nữ dự đoán một bữa ăn với người phụ nữ có hộp nó được. Nói chung các hộp là vô danh, do đó, những người đàn ông không biết người phụ nữ thuộc về hộp nào, cũng không biết trong hợp chứa gì, những bí ẩn và đôi khi kết quả hài hước thêm vào những niềm vui. Tuy nhiên, một người phụ nữ trẻ không biết lén lút thả những gợi ý cho một người đàn ông được ưa thích cho biết cái hộp nào là của cô, như một cách "gian lận" các kết quả (và tránh công ty có khả năng mong muốn ít hơn). Việc đặt giá thầu bao gồm trêu chọc, nói đùa và cạnh tranh. Sự kiện này thường xuyên diễn ra trong một tòa thị chính, phòng tập thể dục trường học, hoặc hội trường nhà thờ.
Việc thực hành đã không còn được ưa chuộng với những người trẻ trong những năm 1970 - 1990, nhưng đã chứng kiến một số sự hồi sinh trong những năm gần đây. Các quy tắc ngày nay đã trở nên ít cứng nhắc hơn. Đàn ông bây giờ cũng có những chiếc hộp, nhưng mục tiêu vẫn giữ nguyên: quyên tiền cho một trường học, nhà thờ, hoặc dự án dân sự.
Một ví dụ đáng chú ý từ văn hóa đại chúng là hành động thứ hai của Oklahoma !, được đặt tại một hộp xã hội.

## Cách sử dụng của người Anh
Trong môi trường đại học, một hộp xã hội có thể là một buổi họp mặt xã hội hàng năm cho một câu lạc bộ thể thao.